# Ahmedabad (stacja kolejowa)
Ahmedabad (ang: Ahmedabad Railway Station)  – główna stacja kolejowa w Ahmadabadzie, w stanie Gudźarat, w Indiach. Jest także największą i najbardziej ruchliwą stacją kolejową w Gudźarat. Jest to drugi najbardziej dochodowa dywizja w Western Railways oprócz Dywizji Bombaju.
Główny dworzec kolejowy w Ahmadabad, zwany także Ahmedabad Junction lub Kalupur, jest głównym dworcem kolejowego transportu dla miasta Ahmadabad w stanie Gudźarat, w Indiach i ważny ośrodek Kolei Zachodniej Indian Railways. Lokalnie nazywają ją jako Kalupur (jako, że jest położona w obszarze Kalupur), aby odróżnić ją od innych stacji w mieście, jak Gandhigram, Asarva, Sarkhej, Maninagar i Sabarmati Junction. Obsługuje pociągi, które łączą Ahmadabad do różnych części Gudźarat, jak również głównych indyjskich miast, takich jak Bombaj, Delhi, Bengaluru, Kalkuta, Madras, Hajdarabad, Thiruvananthapuram, Kochi i Indore. Stacja ma dwanaście platform. Istnieje wiele stoisk herbaty, barów, sklepów medycznych i informacja. Stacja także posiada jedną kafejkę internetową, która jest prowadzona przez Tata Indicom. Rząd również rozważa wyposażenie stacji w sieć Wi-Fi.